# Humberto III de Saboya

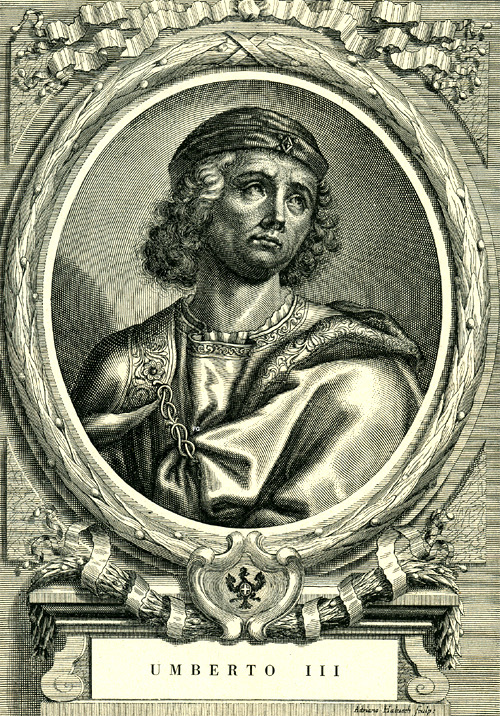
Humberto III

Humberto III (4 de agosto de 1135-4 de marzo de 1189), apodado el Santo, conde de Saboya desde 1148 hasta 1189. Sus padres eran Amadeo III de Saboya y Matilde de Albon, hermana de Guy IV del Delfinado. Su hermana (Sophia o Eleanor) se casó en 1192 con Azzo VI de Este. Su día conmemorativo es el 4 de marzo.
Humberto III, que reinó a partir de 1149 hasta 1189, era un hombre de espíritu irresoluto, al que no gustaba la dignidad de príncipe y que prefirió la reclusión en un monasterio. Renunció a su estado elegido de celibato solamente para dar un heredero a su territorio.
Su primera esposa murió joven; su segunda unión terminó en la anulación del matrimonio. Los nobles y el pueblo de Saboya le pidieron que se casara otra vez; esta tercera esposa le dio dos hijas, y Humberto intentó por volver a la vida monástica, pero fue persuadido de casarse otra vez.

## Matrimonios e hijos
- Faidiva de Tolosa, († 1154) hija de Alfonso I de Tolosa

- Gertrudis de Flandes o Gertrudis de Lorena, († 1173) de la cual fue anulado su matrimonio y a la que encerró. Fue liberada gracias a Roberto, obispo de Cambrai y volvió a la corte de su hermano, Felipe de Flandes, hija de Teodorico de Alsacia, conde de Flandes.

- Clemencia de Zähringen (murió en 1167 de parto) se casaron en 1164, hija de Conrado I de Zähringen (de la casa de Hannover). Tuvieron tres hijas:
  - Sofía, (1165-1202), casada con Azzo VI de Este.
  - Alicia, (1166-1178)
  - Leonor (1167-1204) casada con el marqués Bonifacio I de Monferrato, rey de Tesalónica.

- Beatriz de Viennois-Mâcon y Salins-les-Bains, era hija del conde Gerardo I de Mâcon. Tuvieron dos hijos:
  - Tomás I de Saboya (1177 -1233).
  - una hija que murió a los siete años de edad.